# Hocquincourt (Somme)
Pour les articles homonymes, voir Hocquincourt.
Hocquincourt est une ancienne commune française située dans le département de la Somme et la région Hauts-de-France. Elle est associée à la commune d'Hallencourt depuis 1972.

## Géographie
Le village est traversé par la route départementale 173 (D173).

## Toponymie
Anciennes mentions : in Agnonecurte et in Agnonocurte en 799, Hokencourt en 1301.

## Histoire
Le 1er octobre 1972, la commune de Hocquincourt est rattachée à celle de Hallencourt sous le régime de la fusion-association.

## Politique et administration
| Période                                  | Période                    | Identité                   | Étiquette | Qualité                             |
| ---------------------------------------- | -------------------------- | -------------------------- | --------- | ----------------------------------- |
| Les données manquantes sont à compléter. |                            |                            |           |                                     |
| 2002                                     | 2014                       | Pierre Hecquet de Beaufort | EXD       | Propriétaire du château de Beauvoir |
| 2014                                     | novembre 2019              | Henri Delplanque,          |           | Démissionnaire                      |
| novembre 2019                            | mai 2020                   | Stéphanie Croutelle        |           |                                     |
| mai 2020                                 | En cours (au 25 juin 2020) | Corinne Olen               |           |                                     |

## Démographie
| 1793 | 1800 | 1806 | 1821 | 1831 | 1836 | 1841 | 1846 | 1851 |
| ---- | ---- | ---- | ---- | ---- | ---- | ---- | ---- | ---- |
| 343  | 328  | 420  | 444  | 492  | 496  | 503  | 503  | 477  |

| 1856 | 1861 | 1866 | 1872 | 1876 | 1881 | 1886 | 1891 | 1896 |
| ---- | ---- | ---- | ---- | ---- | ---- | ---- | ---- | ---- |
| 470  | 476  | 483  | 441  | 431  | 419  | 437  | 427  | 409  |

| 1901 | 1906 | 1911 | 1921 | 1926 | 1931 | 1936 | 1946 | 1954 |
| ---- | ---- | ---- | ---- | ---- | ---- | ---- | ---- | ---- |
| 369  | 364  | 336  | 264  | 227  | 220  | 203  | 190  | 177  |

| 1962 | 1968 | - | - | - | - | - | - | - |
| ---- | ---- | - | - | - | - | - | - | - |
| 160  | 145  | - | - | - | - | - | - | - |

## Lieux et monuments
- Église Saint-Firmin des XVe et XVIe siècles, classée monument historique[8]
- Chapelle funéraire ; c'est le seul témoin de l'ancien cimetière, hébergeant les défunts de la famille Hecquet de Beaufort[9].
- Château de Beauvoir du XVIIIe siècle, propriété privée

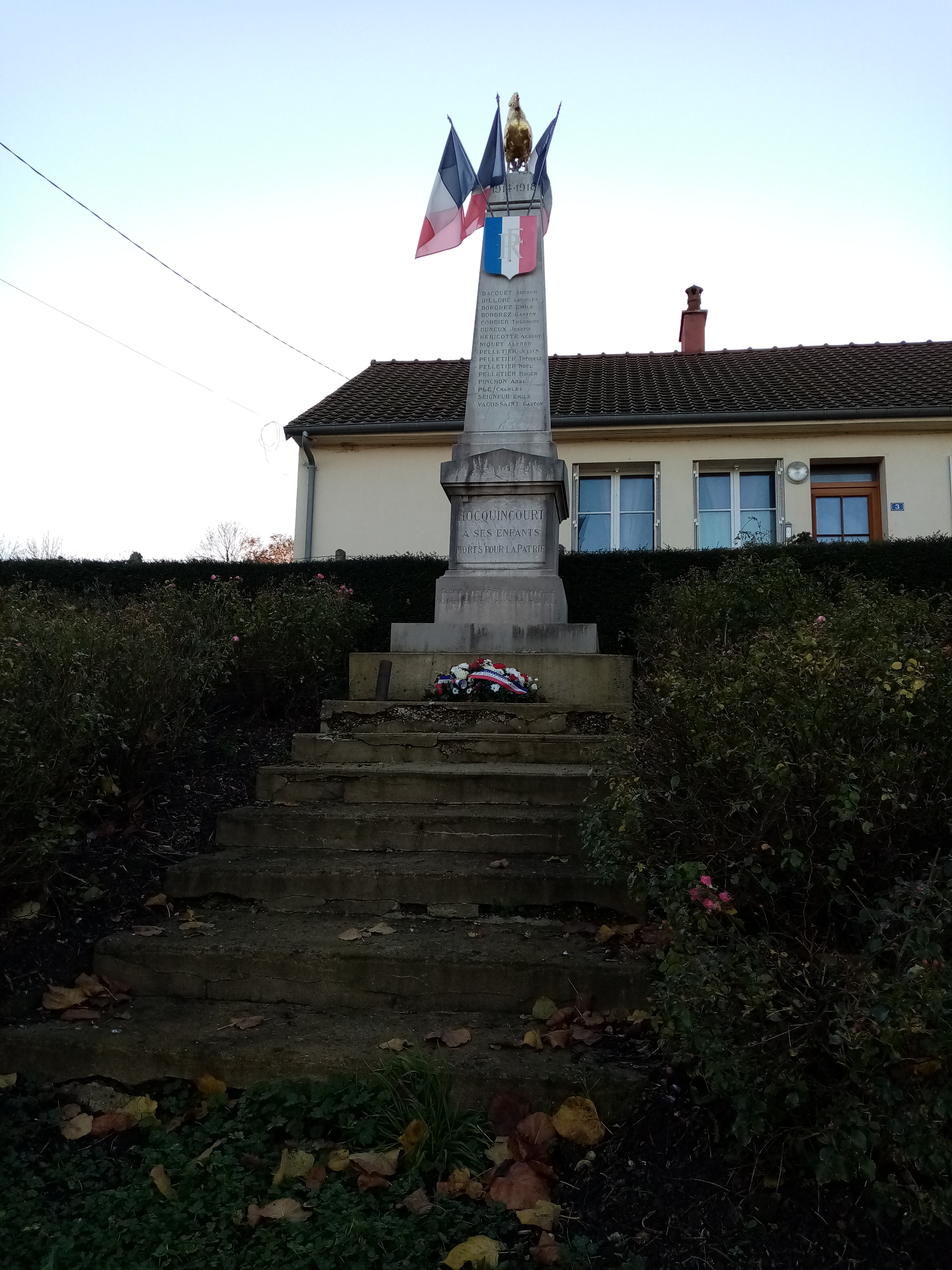
Le monument aux morts.
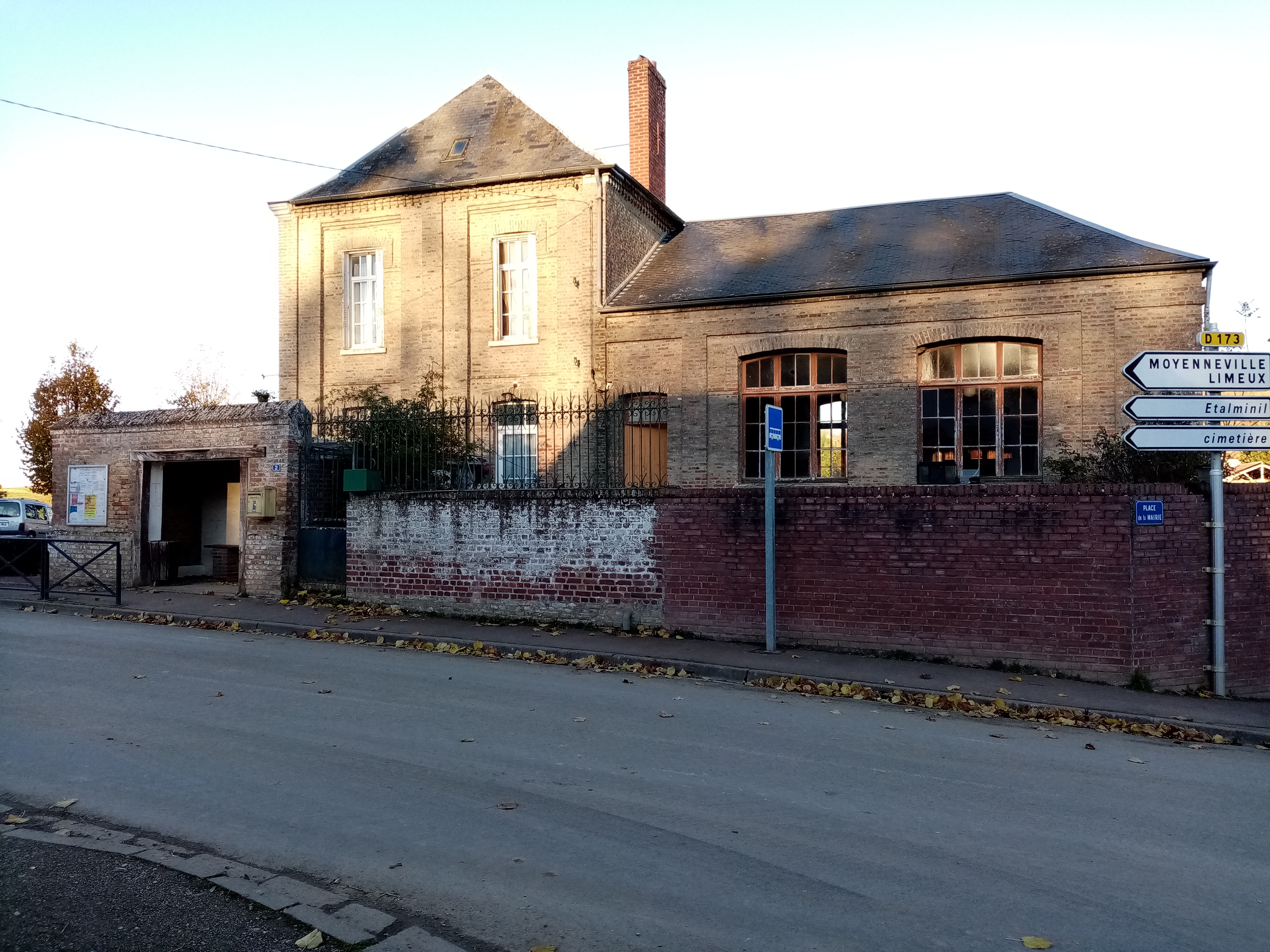
L'ancienne école.
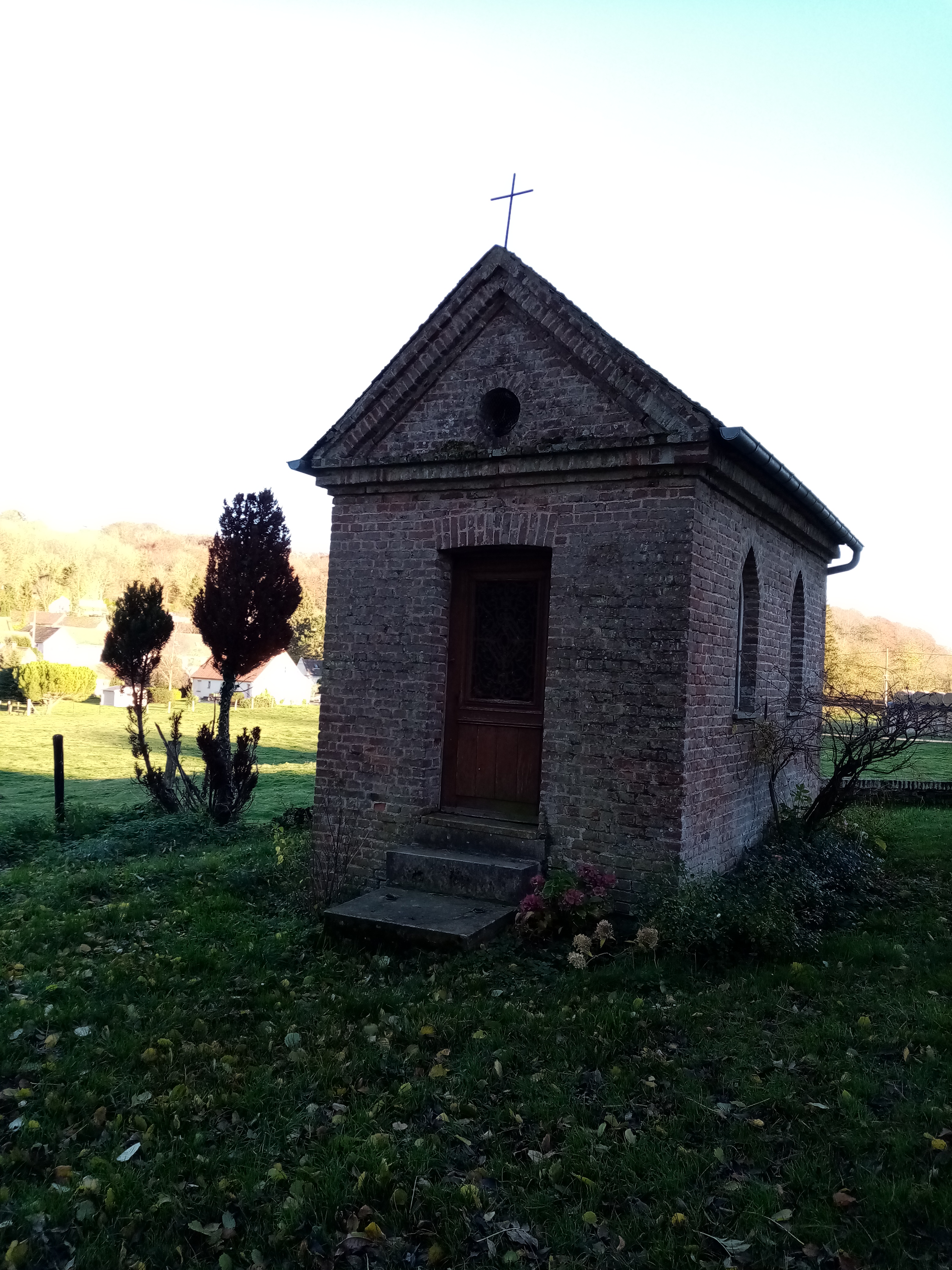
La chapelle funéraire seigneuriale.

L'église
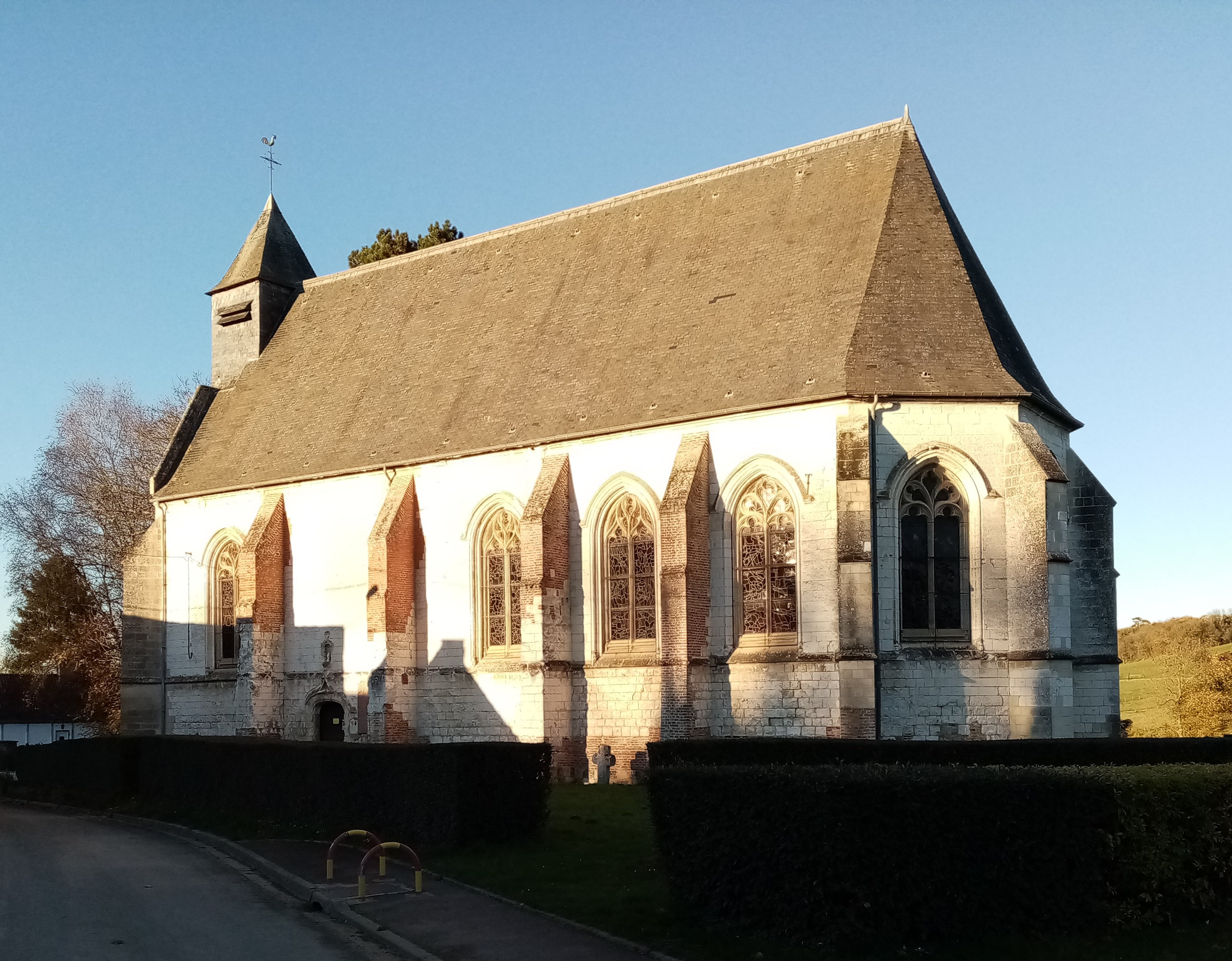
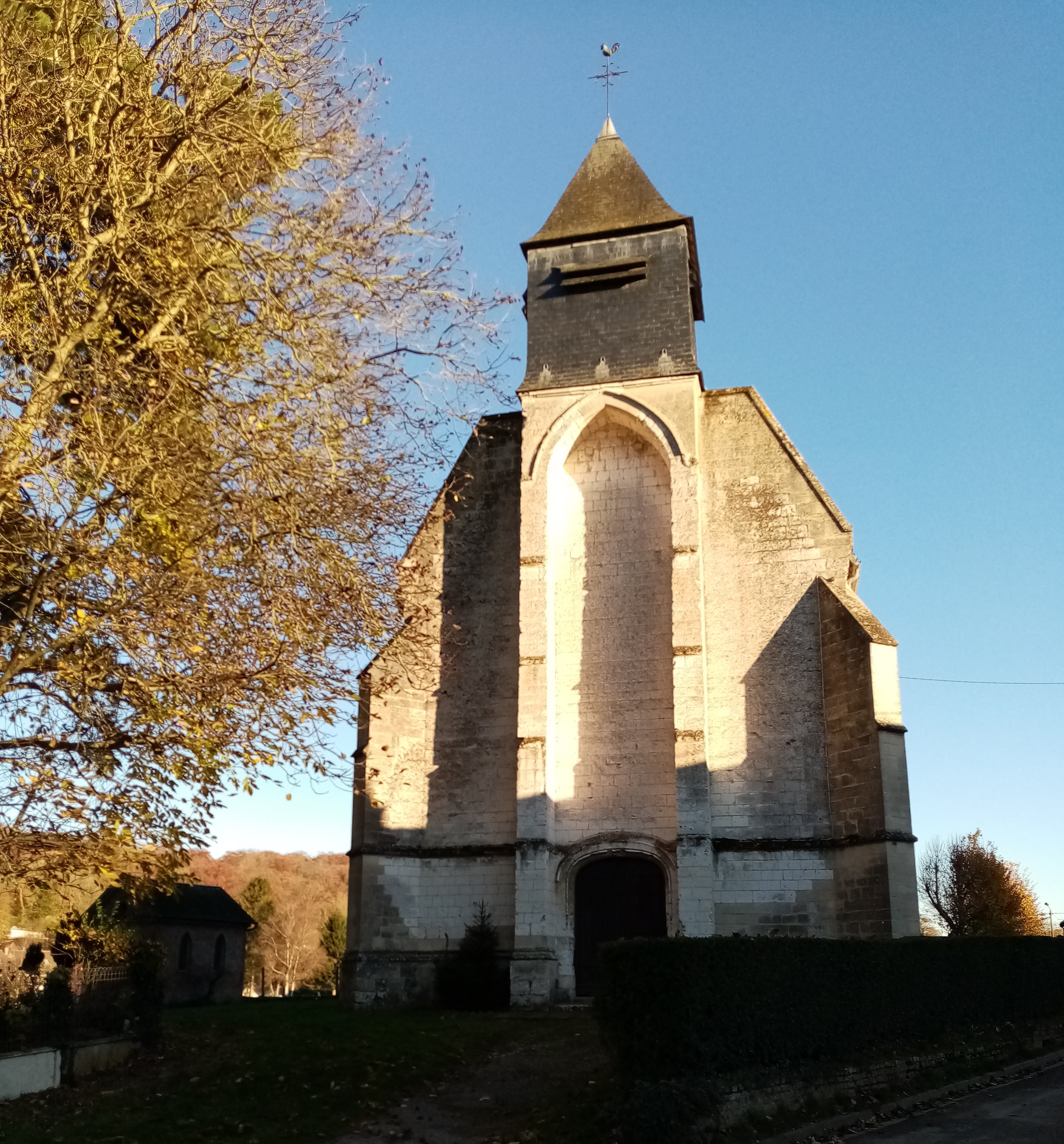
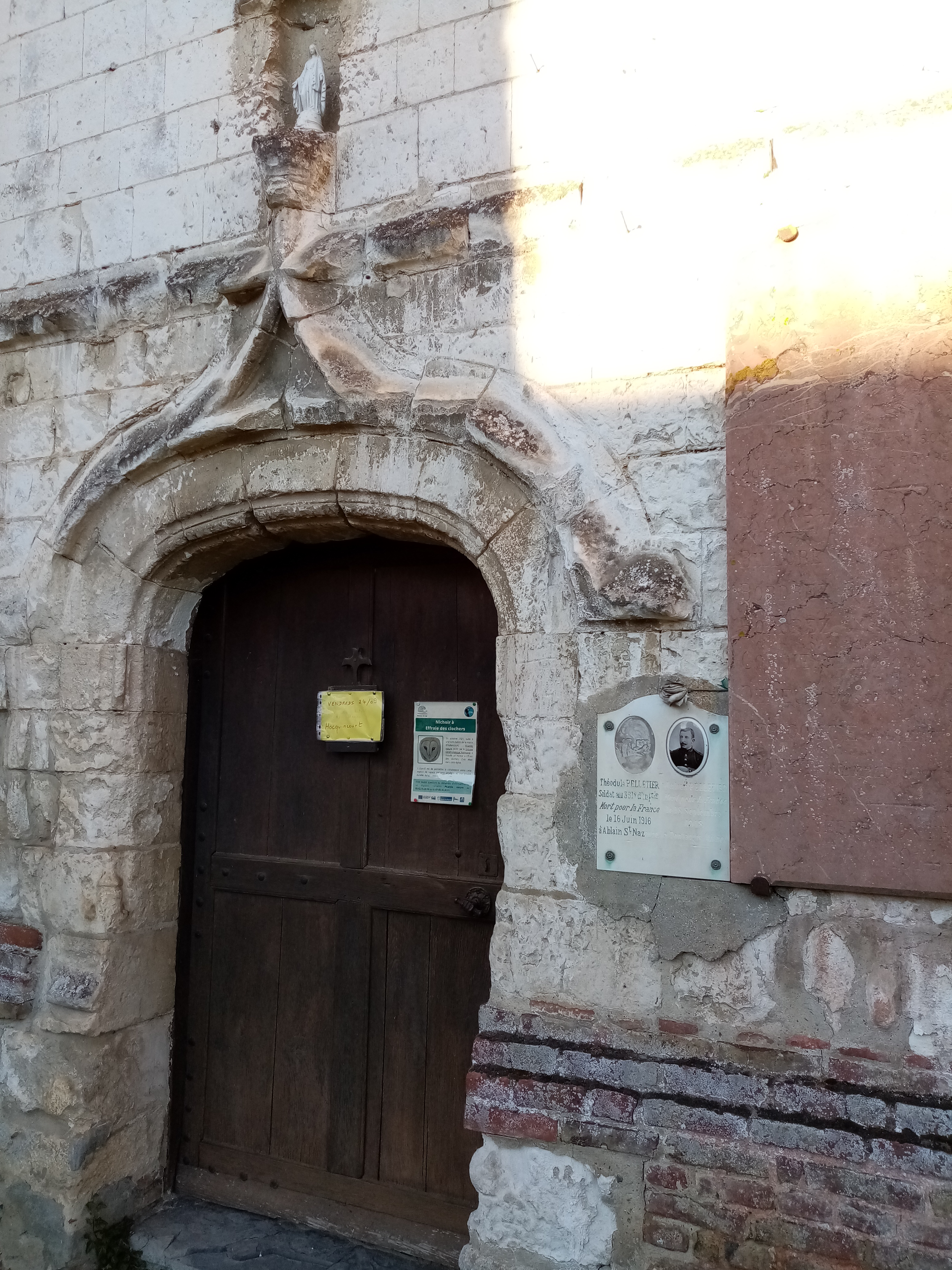
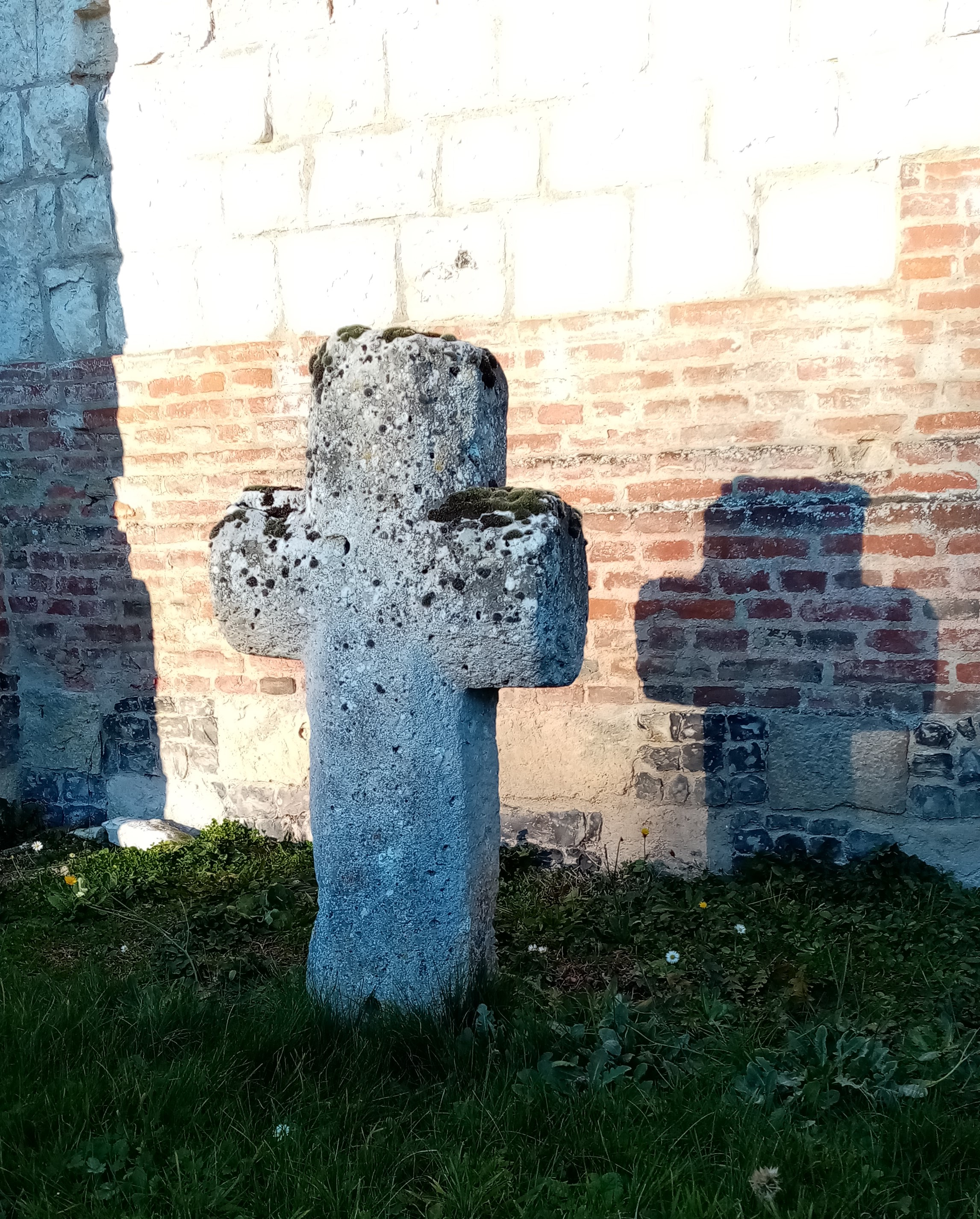

## Personnalités liées à la commune
- Roman Opałka, artiste franco-polonais né à Hocquincourt en 1931
- Charles de Monchy d'Hocquincourt, officier du XVIIe siècle et militaire de l'Ancien Régime
- Les 3 barons (de la Restauration) Aclocques d'Hocquincourt, qui vivaient à Amiens.